# Косьцянский повет
Косьця́нский повет (пол. Powiat kościański) — повет (район) в Польше, входит как административная единица в Великопольское воеводство. Центр повета — город Косьцян. Занимает площадь 722,53 км². Население — 79 028 человек (на 31 декабря 2015 года).

## Административное деление
- города: Косьцян, Чемпинь, Кшивинь, Смигель
- городские гмины: Косьцян
- городско-сельские гмины: Гмина Чемпинь, Гмина Кшивинь, Гмина Смигель
- сельские гмины: Гмина Косьцян

## Демография
Население повета дано на 31 декабря 2015 года.
| Перепись            | Всего | Мужчины | Женщины |
| ------------------- | ----- | ------- | ------- |
| Всего               | 79028 | 38781   | 40247   |
| Городское население | 36377 | 17494   | 18883   |
| Сельское население  | 42651 | 21287   | 21364   |